# 謹慎標準
在侵權法中，謹慎標準（英語：standard of care）指負有謹慎責任的個人應有的審慎及謹慎程度，取決於具體情況。
是否違反謹慎標準由事實裁決者裁定。裁定標準通常表述為「理性自然人」。